# 膳桂之助
膳 桂之助（ぜん けいのすけ、1887年7月21日 - 1951年11月25日）は、日本の農商務官僚、実業家、政治家。位階は従三位。勲等は勲三等。日本工業倶楽部理事、日本団体生命保険社長、経済安定本部総務長官（初代）、物価庁長官（初代）、貴族院議員を歴任した。

## 概要
第1次吉田内閣で国務大臣 （無任所）を務めた。日本国憲法の制定にあたって国務大臣として参与し、連署している。従三位勲三等瑞宝章。

## 経歴

### 生い立ち
1887年、群馬県伊勢崎市で生まれる。
1900年、旧制前橋中学（群馬県立前橋高等学校）に入学したが、教員追放運動に参加し、中退した。その後、正則英語学校を経て、築地の旧制立教中学校で修学した。第一高等学校を経て、東京帝国大学法科大学（東京大学法学部）独法科に入学した。

### 官界
1914年、大学を卒業し農商務省に入省した。商工局属。官僚時代には健康保険法の立案に携わり、その成立に尽力した。その後、1926年に農商務省を退職し、日本工業倶楽部に転じた。

### 財界
1933年の日本団体生命保険の設立に携わり、専務や社長を歴任した。1937年には第23回国際労働機関の総会に出席した。1943年には産業報国連盟の理事に就任した。

### 政界
1946年、中央労働委員会使用者委員に就任し、6月8日には貴族院議員に就任した。また、吉田茂に請われて第1次吉田内閣の国務大臣として入閣し、経済安定本部総務長官、物価庁長官として終戦後の混乱の収拾に尽力した。
1947年、第1回参議院議員通常選挙にて、全国区から無所属で立候補した。26万票以上を集め当選圏内に入ったが、連合国軍最高司令官総司令部の公職追放の憂き目に遭い、当選を返上した。墓所は多磨霊園。

### その他
昭和初期には、立教学院校友会の幹事役員を務めたほか、1928年（昭和3年）に設立された立教学院後援会でも理事を務めた。

## 略歴
- 1887年 - 群馬県伊勢崎市にて誕生。
- 1914年 - 農商務省入省。
- 1926年 - 農商務省退官。
- 1942年 - 日本団体生命保険社長。
- 1943年 - 産業報国連盟理事。
- 1946年 - 中央労働委員会委員。
- 1946年 - 貴族院議員。
- 1946年 - 国務大臣（無任所）。
- 1946年 - 経済安定本部総務長官、物価庁長官。
- 1951年 - 死去。